# Haruno Sakura
Haruno Sakura (Nhật: 春野 サクラ) là một nhân vật hư cấu trong loạt Naruto do Kishimoto Masashi tạo ra. Sakura là kunoichi của làng Lá (木ノ葉隠れの里, Mộc diệp Ẩn lý), và là thành viên của Đội 7 cùng với những người đồng đội khác là Uzumaki Naruto, Uchiha Sasuke, và sensei của họ là Hatake Kakashi. Trong giai đoạn đầu, Sakura cực kỳ say mê Sasuke và không mấy để ý đến người đồng đội là Naruto. Dù vậy, trong giai đoạn về sau, cô bắt đầu từ bỏ định kiến thậm chí cô còn lớn tiếng với Sasuke để bênh vực Naruto, càng tiếp xúc cô ngày càng đánh giá cao và công nhận Naruto trong suốt loạt Naruto Dattebayo. Ngoài loạt chính ra thì cô còn xuất hiện trong một số tác phẩm liên quan khác, đáng chú ý là spin-off Naruto ngoại truyện: Hokage Đệ Thất và mùa hoa đỏ (2015) và hậu truyện Boruto – Naruto hậu sinh khả úy (2016). Trong phần hậu truyện, cô được giới thiệu là ninja trị thương tên Uchiha Sakura (Nhật: うちは サクラ).
Kishimoto gặp khó khăn trong việc vẽ biểu cảm của Sakura và chính ông cũng không thể tin rằng Sakura càng lớn càng trưởng thành và xinh đẹp. Để cho nhân vật trở nên hấp dẫn hơn trong phần II của manga Naruto, Kishimoto thiết kế trang phục của cô theo hướng giống võ sĩ. Nakamura Chie là diễn viên lồng tiếng Nhật cho nhân vật trong phiên bản anime của loạt, còn Kate Higgins là diễn viên lồng tiếng Anh.
Nhiều ấn phẩm anime và manga dành lời khen ngợi và chỉ trích nhân vật Sakura. Ban đầu, cô được ghi nhận là nhân vật khuôn mẫu trong shōnen manga, đóng vai trò là người mà Naruto thầm thương trộm nhớ. Dù vậy, cô bị cho là không có nhiều tác dụng trong giai đoạn đầu của loạt ngoài việc tấu hài cho câu chuyện đỡ căng thẳng. Trong nhiều cuộc bình chọn của độc giả Naruto, Sakura nhiều lần chiếm vị trí cao trong số những nhân vật được yêu thích nhất tại Nhật Bản, còn là nhân vật nữ chiếm vị trí thứ 3 tại bảng xếp hạng toàn thế giới Narutop99. Một số sản phẩm liên quan đến Sakura đã được phát hành, bao gồm mô hình cử động và móc khóa.

## Ý tưởng và sáng tạo

Thiết kế hình ảnh ban đầu của Sakura

Mặc dù Sakura là nhân vật nữ xuất hiện nhiều nhất trong Naruto, Kishimoto thích Sakura vì ông cảm thấy rằng cô hội tụ nhiều điểm tính cách thường thấy ở tất cả mọi người, khiến cho cô gợi cảm giác về một con người thật. Khi Kishimoto được hỏi trong một cuộc phỏng vấn rằng liệu lai lịch của Sakura có điều gì chưa tiết lộ không, ông trả lời rằng ông chưa bao giờ nghĩ về điều đó vì Sakura là một "cô gái bình thường". Độc giả thường hỏi Kishimoto về lý do tại sao ông không giới thiệu gia đình của Sakura mãi cho đến tận bộ phim Naruto: Đường tới Ninja. Tác giả phản hồi rằng điều này sẽ không thú vị vì Sakura không thuộc về bất kỳ gia tộc nào như những nhân vật khác nên cha mẹ cô là thường dân.

Sakura khi xuất hiện trong Phần II

Khi thiết kế Sakura, Kishimoto tập trung vào hình dáng của cô và tạo ra bộ trang phục càng đơn giản càng tốt. Đó là sự khác biệt so với các nhân vật chính khác của loạt, những nhân vật có trang phục được vẽ rất chi tiết. Quần ôm sát chân (legging) là điểm đáng chú ý trong thiết kế Sakura vì nó là trang phục thể hiện sự năng động của cô. Vào đầu loạt, chiếc quần ôm của cô dài đến dưới đầu gối và gần giống với quần dài. Càng về sau phần I, chiếc quần ôm càng lúc càng ngắn hơn và bó sát hơn. Vì Kishimoto không có nhiều kinh nghiệm trong việc vẽ nhân vật nữ chính, nên ông đã thiếu những kỹ năng cần thiết để khiến Sakura trở nên "dễ thương" khi ông mới bắt đầu vẽ cô. Mặc dù ông nói bóng gió rằng vẻ ngoài của Sakura trở nên đáng yêu hơn kể từ đó, nhưng phần lớn trợ lý manga Naruto đều đồng ý rằng Sakura "không hề dễ thương" vào lúc bắt đầu bộ truyện. Khi nhìn lại, ông thấy Sakura là một trong những nhân vật khó vẽ nhất cùng với Uchiha Sasuke. Kishimoto lần đầu lên kế hoạch cho mối tình của Sakura và Sasuke kể từ giai đoạn đầu sản xuất Naruto. Về tình cảm mà Sakura dành cho Sasuke, Kishimoto cố gắng lên ý tưởng sao cho chúng chân thật nhất có thể nhưng cuối cùng vẫn bị một số độc giả trẻ phàn nàn.
Đặc điểm ngoại hình nổi bật nhất của Sakura là vầng trán rộng. Khi thiết kế Sakura trong phần II, tác giả quyết định thay đổi trang phục cô sang phong cách bộ đồ karate năng động hơn. Tuy nhiên, phần trên vẫn cách tân theo kiểu trang phục Trung Hoa để tạo cho cô vẻ nữ tính hơn. Trong arc cuối cùng của phần II, Kishimoto thiết kế Sakura trông xinh đẹp hơn, đáng chú ý nhất là khi cô tham gia cùng Naruto và Sasuke trong cuộc chiến chống lại Thập Vĩ.  Kishimoto nói rằng tình cảm không phải là yếu tố mà ông muốn tập trung. Ở giữa arc cuối cùng của manga Naruto, Sakura được trao một bức thư tình. Lý do mà tác giả đưa điều này vào manga là vì muốn cung cấp tư liệu cho studio anime để tạo ra những tập phim hoạt hình độc nhất.
Trong phiên bản anime, Sakura được lồng tiếng Nhật bởi Nakamura Chie. Ngay từ đầu loạt anime đầu tiên, các diễn viên được Kishimoto tiết lộ rằng Sakura cuối cùng sẽ kết hôn với Sasuke. Dù vậy, hầu hết bọn họ đều bắt đầu nghi ngờ vì trong phần I, Sasuke từ bỏ đồng đội của mình. Do đó sang phần II, Nakamura thường được người khác hỏi là liệu nhân vật của cô có kết thúc với Naruto hay không. Cuối cùng, khi Sakura kết hôn với Sasuke, Nakamura vui mừng vì Sakura vẫn chung tình với tình cảm của mình. Trong một cuộc phỏng vấn, người lồng tiếng Anh cho Sakura là Kate Higgins ghi nhận sự phát triển của nhân vật, và nói rằng Sakura trở thành nhân vật có sự phát triển nội tâm phức tạp hơn khi cô trở nên trưởng thành và biết quan tâm hơn.

## Xuất hiện

### TrongNaruto

#### Phần I
Sakura là genin thuộc Đội 7 cùng với Uzumaki Naruto và Uchiha Sasuke dưới sự chỉ dạy của sensei Hatake Kakashi. Bên trong Sakura còn có "Sakura nội tâm" biểu hiện cho cảm xúc trong thâm tâm cô. Sakura nội tâm đại diện cho điều mà Sakura muốn làm trên thực tế mỗi khi gặp chuyện gì đó, còn mặt ngoài của cô thì luôn làm điều trái ngược với nội tâm của mình. Kishimoto khắc họa mặt này của Sakura chủ yếu để tấu hài cho câu chuyện đỡ căng thẳng. Sakura yêu Sasuke, nhiều lần cô tiếp cận Sasuke trong giai đoạn đầu loạt đều là nỗ lực không ngừng để cậu để ý tới mình. Cô đồng hành cùng với Đội 7 trong tất cả nhiệm vụ ban đầu, nhưng không đóng góp gì nhiều vào những trận chiến xảy ra trong quá trình làm nhiệm vụ. Sakura gần như không có điểm gì độc đáo để khiến cô khác biệt với thành viên còn lại của Đội 7, ngoài khả năng điều khiển chakra tuyệt vời và có năng khiếu về ảo thuật mà Kakashi thừa nhận ở đầu phần I. Kết quả là Sakura đành phải trông chờ đồng đội mình bảo vệ và đánh bại đối thủ của họ. Trong kỳ thi Chunin, khi thành viên Đội 7 cần sự bảo vệ của cô, Sakura nhận ra rằng việc dựa dẫm vào người khác để chiến đấu cho những trận chiến là điều dại dột. Cô quyết tâm cải thiện nhẫn thuật của mình hơn nữa kể từ thời điểm đó, và đóng một vai trò chủ động hơn trong các trận chiến của Đội 7 trong suốt phần còn lại của loạt. Sau khi Sasuke rời khỏi làng Lá ở cuối phần I của manga, Naruto thất bại trong việc đưa Sasuke trở về, và Sakura không thể làm được gì để giúp đỡ hai người họ. Cô quyết định trở thành đệ tử của Tsunade để có thể giúp đồng đội mình nhiều hơn trong tương lai. Kể từ đó, Sakura đặt ra mục tiêu bản thân là đưa Sasuke trở về quê nhà.

#### Phần II
Sau khi luyện tập chăm chỉ với Tsunade trong hai năm rưỡi, Sakura học được nhẫn thuật trị thương và trở thành một trong những ninja trị thương giàu kinh nghiệm nhất. Sau này cô đã trở thành một ninja trị thương có kỹ thuật nhất nhì làng. Sakura là ninja trị thương nhưng vẫn có thể tự bảo vệ mạng sống của chính mình nhờ thuần thục khả năng tích tụ chakra vào nắm đấm và tung ra những đòn đánh cực mạnh. Nhờ tích trữ lượng lớn chakra trong cơ thể hơn ba năm mà cô thức tỉnh được Byakugō no In (百豪の印, Bách hào Ấn), một nhẫn thuật được coi là đỉnh cao của việc kiểm soát chakra. Do đó, Sakura gia nhập Đội 7 với tư cách là ninja trị thương nhằm giải cứu đồng minh họ là Gaara khỏi tổ chức tội ác Akatsuki. Với sự giúp đỡ của trưởng lão Chiyo, Sakura đánh bại Sasori của Akatsuki, và anh đã nói cho cô biết nơi ẩn náu của Sasuke. Thành viên mới của Đội 7 là Sai đã sử dụng trí thông minh của mình để truy tìm Sasuke, nhưng một lần nữa họ không thể ngăn cậu ta trốn thoát. Mặc dù thất vọng vì thất bại của mình, Đội 7 vẫn cố gắng thêm lần nữa để tìm Sasuke. Dù vậy, ngay cả khi cả đội gần như bắt được Sasuke, họ lại tiếp tục mất dấu và buộc phải trở về làng. Trong quá trình tìm kiếm Sasuke, Sakura nhận ra muôn vàn khó khăn mà Naruto phải đối diện khi cậu vừa phải vật lộn với Cửu vĩ bên trong cơ thể, vừa phải đối diện với sự săn lùng ráo riết của Akatsuki. Sakura cảm thấy đau buồn khi Naruto phải chịu đựng cả hai thế lực đè nặng lên cuộc đời cậu, nên cô muốn bảo vệ Naruto và cố gắng làm bất cứ điều gì có thể để giúp cậu vượt qua trở ngại này. Sakura sau đó quyết tâm giết Sasuke sau khi hiểu rằng cậu đang trở thành mối đe dọa cho những ngôi làng. Tuy nhiên, cô không làm được điều đó và Naruto quyết định tự mình giải quyết mọi chuyện với Sasuke.
Một thời gian sau, đại chiến ninja lần thứ 4 nổ ra. Sakura tham gia với tư cách là ninja trị thương. Sau đó, cô chuyển sang nhóm chiến đấu khi Thập Vĩ thức tỉnh. Cô hợp tác với Sasuke và Naruto để chống lại nó. Khi Thập Vĩ bị đánh bại, cuộc chiến vẫn chưa kết thúc cho tới khi cô cùng với Đội 7 đánh bại nhân vật phản diện cuối cùng của loạt là Otsutsuki Kaguya. Đã vậy, tiếp đó Sasuke và Naruto còn quyết đấu nhằm tìm ra người đứng đầu mạnh nhất và là Hokage đời tiếp theo của làng. Điều đó khiến Sakura đau lòng hơn tất cả. Vì không muốn Sakura chen ngang trận chiến và các lí do khác nên Sasuke tác động ảo thuật lên cô làm bất tỉnh thời gian dài. Trận đấu trên đã làm cho Sasuke và Naruto đều mất một cánh tay. Sau cùng, tuy Sasuke dù gây ra nhiều tội lỗi nhưng đã được Kakashi ân xá, Sakura và thầy tiễn cậu lên đường khi anh quyết định rời làng để lập công chuộc tội. Sasuke cuối cùng cũng chấp nhận tình cảm mà Sakura dành cho anh. Trước khi rời làng, anh chọc tay vào trán hẹn gặp lại và cảm ơn cô trước khi lên đường. Trong phần kết thúc lấy bối cảnh nhiều năm sau khi làng Lá lặp lại hoà bình, Sasuke và Sakura đã kết hôn và có một cô con gái đặt tên là Uchiha Sarada.

### Trong những tác phẩm khác
Sakura xuất hiện trong nhiều tác phẩm khác ngoài anime và manga Naruto. Cô hiện diện trong 11 bộ phim điện ảnh của toàn loạt. Bộ phim đầu tiên là Naruto: Cuộc chiến ở Tuyết Quốc (2004), cô chiến đấu với Fuyukuma Mizore và cuối cùng đánh bại y. Bộ phim thứ hai là Naruto: Huyền thoại đá Gelel (2005), cô giúp Naruto và Nara Shikamaru đánh bại Haido và thuộc hạ của hắn. Bộ phim thứ ba là Naruto: Những lính gác của Nguyệt Quốc (2006), Sakura chiến đấu với ninja đánh thuê Karenbana và dùng sức mạnh cường hóa để đánh bại ông ta. Trong bộ phim thứ tư là Naruto Shippūden: Cái chết tiên đoán (2007), Sakura, Naruto, Rock Lee, và Hyuga Neji được cử đi hộ tống nữ tư tế Shion. Trong bộ phim thứ năm − Naruto Shippūden: Nhiệm vụ bí mật (2008), Sakura đồng hành cùng Naruto và Hyuga Hinata để giúp Amaru và Shinnō trở về làng họ, đồng thời điều tra về cuộc xâm lược sắp tới của Thiên Quốc. Bộ phim thứ sáu là Naruto Shippūden: Người kế thừa ngọn lửa ý chí (2009), Naruto và Sakura đuổi theo và cố gắng đưa Kakashi trở về làng, vì anh đang thực hiện nhiệm vụ cảm tử để ngăn đại chiến ninja lần thứ tư. Bộ phim thứ bảy là Naruto Shippūden: Tòa tháp bị mất (2010), Sakura cùng với Naruto, Yamato và Sai được cử đi làm nhiệm vụ bắt giữ ninja lưu vong tên là Mukade. Bộ phim thứ tám là Naruto: Huyết ngục (2011), Sakura tham gia vào trận chiến chống lại quái vật Satori. Trong bộ phim thứ chín là Naruto: Đường tới Ninja (2012), Sakura và Naruto được dịch chuyển tới thế giới ảo ảnh của Uchiha Obito mà tại đó, gia đình Sakura là những người đã hi sinh mạng sống để ngăn chặn Cửu Vĩ phá hủy làng Lá và được tưởng nhớ là anh hùng làng, còn gia đình Naruto chỉ là gia đình bình thường. Bộ phim thứ mười − Naruto: Trận chiến cuối cùng (2014), Sakura trưởng thành đã đồng hành với Naruto, Sai, Shikamaru và Hinata giải cứu em gái bị bắt cóc của Hinata là Hyuga Hanabi. Trong phim thứ mười một là Boruto: Naruto the Movie (2015), Sakura giám sát con gái mình tham gia vào kỳ thi Chunin.
Cô cũng có mặt trong ba OVA sản xuất cho loạt: trong OVA đầu tiên, cô giúp Naruto và Konohamaru tìm kiếm cỏ bốn lá; trong OVA thứ hai, cô cùng Đội 7 hộ tống ninja tên là Shibuki về làng Thác nước và giúp anh đánh bại ninja lưu vong cướp đi "Thủy Anh hùng" (英雄の水, Eiyu no Mizu) của làng; trong OVA thứ ba, cô tham gia vào một giải đấu. Light novel có tựa đề Sakura Hiden − Shiren, Harukaze ni Nosete (2015) do Ōsaki Tomohito viết và Kishimoto minh họa, lấy mốc là khoảng thời gian sau các sự kiện xảy ra trong Naruto: Trận chiến cuối cùng. Trong tác phẩm này, cô là ninja trị thương danh tiếng đang trong quá trình mở một phòng khám cùng với Yamanaka Ino. Họ trở nên lo lắng khi biết về một âm mưu đe dọa đến sự tồn vong của làng Lá sử dụng Sasuke làm vật tế thần, điều này có khả năng đe dọa đến thanh danh của Sasuke trong mắt dân làng khi anh đang trên hành trình chuộc tội.
Trong spin-off Naruto ngoại truyện: Hokage Đệ Thất và mùa hoa đỏ (2015), sự ra đi chuộc tội của Sasuke khiến anh phải xa gia đình. Do đó, việc Sasuke đang ở đâu và làm gì trở thành một chủ đề nhạy cảm với Sakura, cô đã trấn an Sarada rằng nhiều năm sau, Sasuke sẽ trở về nhà sau khi anh hoàn thành nhiệm vụ và sẽ biết cậu thế nào. Sau khi nổi giận đấm xuống đất và ngất đi vì Sarada hỏi rằng liệu bố và mẹ đã kết hôn chưa, Sakura trong bệnh viện đã phát hiện ra con gái mình rời làng tìm cha thật. Cô đuổi theo và khi đến nơi thì đã thấy hai cha con họ đối mặt với Shin, kẻ tự xưng một người thuộc tộc Uchiha. Sakura tấn công Shin và bị y dịch chuyển đến một nơi ẩn náu. Khi y yêu cầu Sakura chữa trị, cô từ chối và giả vờ vô hại một lúc để lấy thông tin từ y. Sakura chiến đấu với Shin một lúc, sau đó Sasuke cùng Sarada xuất hiện để cứu cô. Họ trở về làng sau khi đánh bại Shin. Dù vậy, Sasuke ở làng không lâu, và hai mẹ con Sakura đã chào tạm biệt Sasuke lên đường.
Sakura là nhân vật có thể chơi được trong hầu hết trò chơi điện tử Naruto, bao gồm hai loạt trò chơi Naruto: Gekitō Ninja Taisen! và Naruto: Narutimate Series. Trong một số game, cô có thể sử dụng "Sakura nội tâm" trong chiến đấu cũng như nhiều loại ảo thuật khác. Naruto Shippuden: Gekitou Ninja Taisen! EX (2007) đánh dấu việc Sakura phần II xuất hiện lần đầu trong trò chơi điện tử, cô cũng xuất hiện trong trò chơi thuộc phần II khác là Naruto Shippuden: Narutimate Accel (2007). Naruto Shippūden: Narutimate Storm 4 (2016) là game mà Sakura hậu phần II ra mắt lần đầu.

## Đón nhận
Trong các cuộc bình chọn nhân vật được yêu thích nhất của Naruto do Weekly Shōnen Jump tạo ra, Sakura nhiều lần top 10 và một lần top 5. Trong cuộc thăm dò năm 2011, cô đứng ở vị trí thứ 12. . Nhiều sản phẩm ăn theo Sakura được phát hành, bao gồm mô hình cử động, móc khóa thể hiện tạo hình của cô trong phần I và phần II, và nhiều hình dán nhân vật khác nhau. Trong cuộc thăm dò năm 2021, Sakura được bình chọn là nhân vật được yêu thích thứ 6 trong Boruto – Naruto hậu sinh khả úy (2016). Đặc biệt cô đứng vị trí thứ 3 trong cuộc thăm dò toàn thế giới (2023)
Về nhân vật này, các tác giả và tác phẩm đã đưa ra nhiều ý kiến và nhận xét trái chiều. Nhà phê bình A.E. Sparrow của IGN nhần xét rằng mọi tác phẩm Anime và Manga đều đã được hưởng lợi từ sự xuất hiện của các nhân vật nữ có tính cách mạnh mẽ như Sakura, mặc dù cô ấy được miêu tả là "Nữ tính theo khuôn mẫu" (stereotypically girly). Trong bài đánh giá về tập 110 của bộ anime, IGN đã ca ngợi sự phát triển của Sakura trong suốt bộ truyện và sự trưởng thành của sự "nữ tính".
Casey Brienza của Anime News Network đề cao sự thay đổi của cô trong phần II (Naruto: Shippuden), nhận định cô là một trong những nhân vật được phát triển tốt nhất, do cô đã cố gắng trở nên mạnh mẽ hơn so với chính mình trong phần I (Naruto) và không còn phải đứng phía sau nhìn đồng đội mình nỗ lực. Nhờ đó, vai trò của cô trở nên chủ động và thu hút hơn. Kỹ năng chiến đấu trong phân cảnh với Sasori và cách phản ứng trưởng thành với Sasuke của cô cũng nhận được nhiều lời khen ngợi. Cảnh Sakura tỏ tình với Naruto cũng được nhận xét là một trong những phân đoạn sâu sắc nhất bộ truyện bởi nó đặt ra nghi vấn liệu lời tỏ tình đó có nghiêm túc như việc cô mong muốn Naruto không phải chịu tổn thương nữa hay không. Chi tiết này cũng khiến người hâm mộ bất ngờ và tự hỏi ý định thực của cô là gì, bởi ở thời điểm đó, Sasuke bị coi là một tên tội phạm nguy hiểm. Văn sĩ Jason Thompson cho rằng Kishimoto đã xử lý cảm xúc của Sakura rất tốt. Dù không thích chuyện tình Sasuke và Sakura trong bộ truyện gốc do cảm thấy mối quan hệ bắt nguồn từ tình cảm đơn phương của Sakura, Amy McNulty lại nghĩ spin-off Naruto ngoại truyện: Hokage Đệ Thất và mùa hoa đỏ đã khai thác sâu cảm xúc giữa họ và con gái họ, Sarada, hơn. Sarah Nelkin của Anime Now khen ngợi quá trình phát triển nhân vật của Sakura trong suốt bộ truyện, chủ yếu ở giai đoạn cuối khi trở nên mạnh mẽ hơn, và đặc biệt là khi trưởng thành.
Nhà phê bình Fujimoto Yukari nhận định Sakura thể hiện quan niệm bảo thủ về phụ nữ của Naruto. Ino, Sakura và Hinata coi yêu đương quan trọng hơn việc rèn luyện kỹ năng nhẫn giả. Theo ông, việc trận đấu kịch tính trong kỳ tuyển chọn Chuunin giữa Sakura và Ino – hai tình địch – chỉ gồm những đòn tấn công vật lý tương phản với sức mạnh phi thường của các nam nhẫn giả cùng khoá. Ông cũng coi chi tiết Sakura chuyển sang vai trò nữ tính hơn và học y thuật từ y nhẫn giả Tsunade củng cố cách nhìn bảo thủ cho rằng phụ nữ trên chiến trường chỉ có thể là y sĩ mà không phải chiến binh.